# 古文書
古文書（こもんじょ）は多義語であり次のような意味がある。
- 古い文書[1]。
- 古くなって効力を失った証文[1]。
- （古文書学の中での用法[1]）特定の対象に伝達する意志をもってする所の意思表示の所産[1][2]。歴史学上は古記録と区別されることがある[3]。

## 日本の古文書

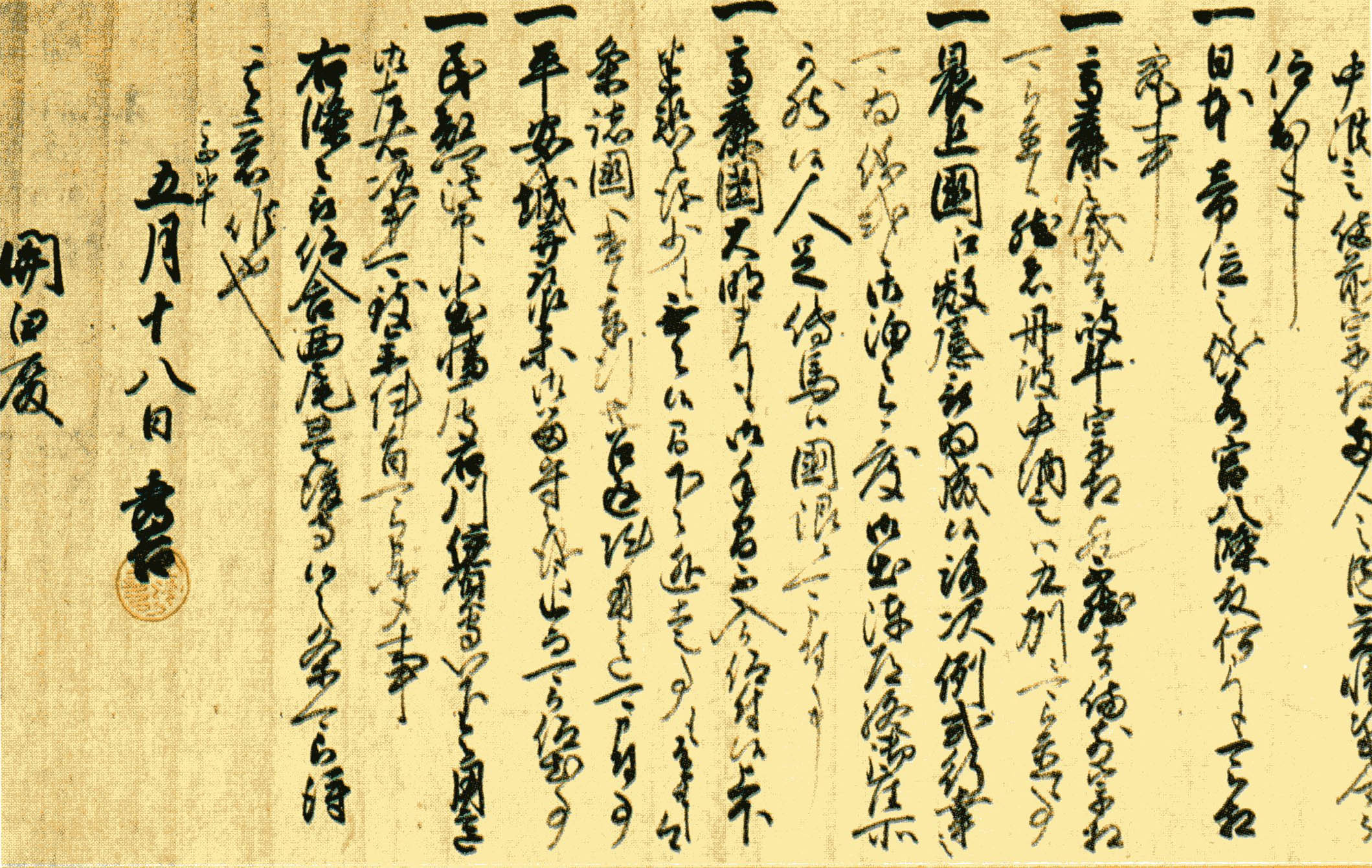
羽柴秀吉朱印状（25ヵ条の大陸国割計画書）/前田育徳会所蔵

日本の歴史学では、文献史料は古文書と古記録に分けられ、古文書とは特定の者に対して意志表示を行うために作成された文字史料で差出人と受取人が存在するものをいう。これに対して特定の相手に向けたものではなく受取人が不特定で意志が一方的に表示されている文字史料を古記録という。多くの場合、古記録は二次史料、古文書は一次史料である。
古文書には当時の原本（「正文」しょうもん）が宛所の家にそのまま伝わる場合と、下書き（「草案」そうあん/「土代」どだい）が差出人の家に控えとして伝世する場合がある。また、朝廷や幕府が同じ命令を各地に出すときや、分家するときに先祖が発給を受けた文書を分家に写しとして分与したり、訴訟で証拠書類を提出するとき、正文をもとに写しを作成する。これら写しは「案文（あんぶん）」と呼ばれている。
また偶然、機能を終えた文書の裏面を利用して写本を行ったり、裏面に草案をしたためたりして廃棄されずに、別な形で伝世する場合がある。このような文書を「紙背文書」と呼ぶ。
なお、日本の国宝・重要文化財に指定されている古文書については1975年（昭和50年）度からは「書跡・典籍の部」とは別に「古文書の部」として指定されている。同年、国宝及び重要文化財指定基準（昭和26年文化財保護委員会告示第2号）が改正され、「古文書の部」の指定基準が「書跡・典籍の部」の指定基準とは別個に定められている。古文書の部の既指定物件には書状（手紙）類が多く、厳密な意味での古文書･文書のほか、日記などの記録類、絵図、系図なども含まれている。

### 古文書学
古文書を研究する歴史学上の一つのカテゴリーであり、史料学の一分野とみなされる。主に古文書の様式分類を研究目的とする。大学の文学部歴史学科などで専門課程の講座や講義として設けられている場合が多い。ほとんどの日本史学専攻の学生は受講しなければならないよう義務付けられている。授業の内容は古文書の様式といった基礎知識の伝授と実際の読み下しが行われていることが多い。
前近代社会にあっても、古文書の研究は存在したが、それは訴訟などで証拠として提出された文書の真偽を鑑定するためであった（こうした偽文書は謀書と呼ばれ、極刑にされる場合もあった）。また、故実家が礼法の研究として古文書を研究して書札礼を確立させたりした。もっとも、江戸時代に盛んであったのは芸術品としての古写本・古筆切などの鑑定をもって商売とする古筆家の活動であった。
「古文書学」として学問分野での研究が行われるようになったのは、明治時代に入ってからである。明治期に西洋の歴史学から実証主義的な研究法から影響を受け、瀧川政次郎を嚆矢とし、久米邦武、星恆、黒板勝美などが中心になり日本における古文書学・記録資料学が発展した。
古文書学においては古文書の所蔵者から資料調査が行われる。資料調査は現物の古文書（群）を観察し、料紙の状態や寸法、宛所や署判、付箋などの各要素について調べ、写真図版も作成する。内容についても文字を解読し、年代や伝来経緯を推定するが、場合によっては特徴を比較するため関係する既出の古文書や年代の前後する古文書が参考資料として用いられる。
これらの作業は個人の主観が入る余地があるため、古文書学を学んだ複数の調査員により実施されることが多い。調査した古文書（群）のうち新出資料として学術的価値の大きいものは学術研究誌等で翻刻され紹介される。
また、古文書学の手法は歴史研究においても用いられ、古文書の形式や書札礼、数量的統計や年次的変化などに着目し人間関係や社会的背景について考察する手法が応用される。

### 古文書の形態
古文書は料紙（和紙）に記される。料紙は横長に使用され、大きさは様々だがおおよそ縦27センチメートルから35センチメートル、横42センチメートルから55センチメートルである。
料紙を全紙のまま使うとき、その形状を竪紙とよび、これに書かれた文章を竪文（たてふみ）という。また、全紙を横半分に折って折り目を下にした形状を折紙、料紙を裁断して使う形状を切紙という。これらは1枚の紙片に書かれる文書なので一枚文書と総称される。1枚の料紙に文章が収まりきらない場合は次紙に書き継がれるが、その場合でも料紙を貼り継ぐことはない。一枚文書を送付または保存する際には表を内側になるように折り畳み封をするが、紙面が複数あるいは礼紙が付く場合は、重ねて折り畳まれる。
対して送付または保存しやすいように紙を巻いて仕立てた形状を巻物、あるいは巻子（かんす）という。この場合2枚以上の紙は貼り継がれる。巻物は長文の文書で用いられる形状だが、元々一枚文書であった紙を順番に貼り継いだ手継文書も巻物に仕立てることが多い。また貼り継いだ紙を折りたたんだ形状を折本という。

### 料紙の部分名称
料紙には部分呼称があり、どの部分に書かれるかによって文章の呼び方も異なる。
紙面の右端を端と呼び、ここに記される本文とは連続しない文章を端書という。文書の本文は端から5分の1程度のところから書き始めるのが普通だが、端から本文1行目までの余白部分を袖と呼ぶ。袖に書かれた文章を袖書、袖の花押を袖判という。袖書の内容は色々だが、本文が紙に書ききれない場合は袖に戻って書き続けることもある。また本文の内容を上級者が承認・認可する場合を袖に書くことがあり、これを外題などという。
対して左端に近い部分、特に日付や充所よりも左の余白を奥という。奥には追而書を記すこともあるほか、軍忠状などでは証判などを据えることが多い。また本文の執筆者以外が後に書き込むものを奥書という。
文書を送付または保存する際には、表を内側になるように奥から折り畳む。このようにすると端の裏が表になるが、この文を端裏と呼び、ここに書かれた文字を端裏書という。端裏書には本文要旨や日付などが書かれるほか、特に訴訟関係文書では、奉行らが書く者は端裏銘と呼ぶ。また書状では宛名や差出名も書かれる事がある。
紙面の裏面にも文章などが記される事があるが、これらは裏書・裏花押・裏証判・裏文書などという。

### 古文書の分類
古文書は時代や差出人と宛所の関係などで様々な種類がある。日本で正式に文書の様式が定められたのは大宝元年（701年）に制定された大宝律令の中の大宝令に於いてである。その後、養老律令で整備されたといわれている。律令期から摂関、院政期までは公式文書としてこれらの文書が使われ公式様文書と呼ばれていたが、次第に簡略化された文書が主流となる。一般的にそれら簡略化された文書は公家様文書と呼ばれている。鎌倉幕府成立以降、武士も様々な文書を発給する必要が出た。彼らは公家様文書を下敷きに様々な文書を編み出し、それらは武家様文書と呼ばれている。
こうした古文書の分類は明治36年（1903年）に黒板勝美が著した論文「日本古文書様式論」（ただし、刊行は昭和15年（1940年））によって用いられ、戦後佐藤進一の『古文書学入門』（昭和46年（1971年））によって定説化された。
上記に掲げた分類は、上から下へ発給する文書である。下位の者が上位のものへ出す文書は時代を超えて上申文書と分類される。
なお、近世以降の古文書は様式が多様になったために体系的な分類は困難とされる。

#### 公式様文書
詔書（しょうしょ）
天皇の勅命を下達する文書。臨時の大事に際して発せられる。中務省が出す。
勅旨（ちょくし） 勅書（ちょくしょ）
天皇の勅命を下達する文書。詔書より小時に発せられる。中務省が出す。
符（ふ）
直接上下関係にある役所、間で上位の役所が下位の役所に下す文書。
移（い）
ほぼ同等の役所間でやり取りされる文書。
牒（ちょう）
上下関係がはっきりしない役所間でやり取りされる文書。やがて、蔵人所や検非違使庁、記録所といった令外官が発給する文書様式となる。
解（げ）
下位の役所が上位の役所に出す文書。やがて個人間でも下位身分のものが上位身分で出す文書も指す。

#### 公家様文書

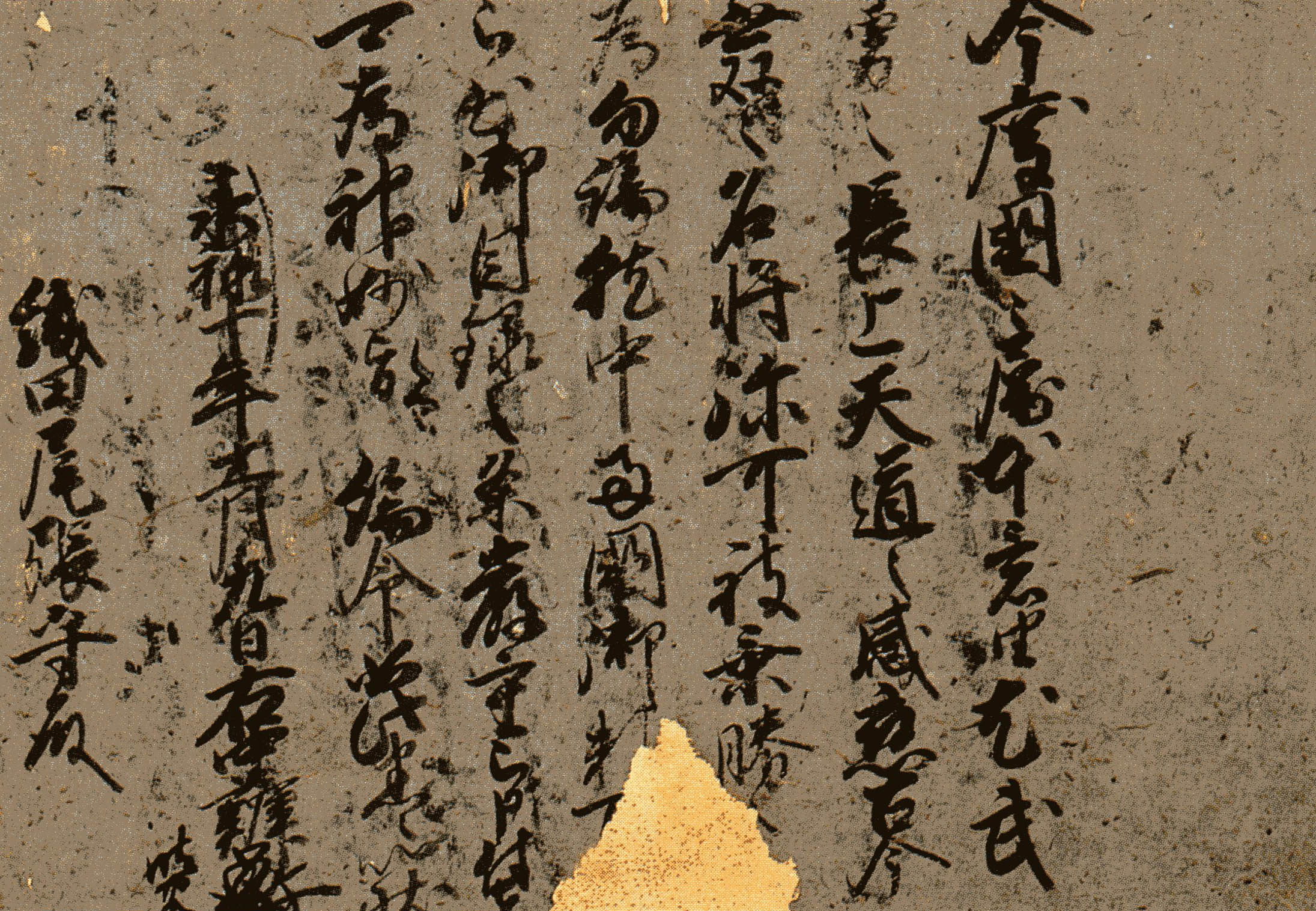
正親町天皇綸旨/個人蔵

宣旨（せんじ）
詔書、勅書の手続きを簡略化した勅命文書。中務省に上げる前の段階で公式に発給された文書。
官宣旨（かんせんじ）
弁官が署名して発した勅命文書。宣旨より簡略化。
庁宣（ちょうせん）
平安中期以降、国司の遙任が恒常化する。国司は任地に目代を派遣し任国を支配した。中央政府から発せられる命令は国司に伝えられる。在京の国司が任国に出す文書が庁宣である。
綸旨（りんじ）
弁官や蔵人が天皇の意思を受けて出す文書。内容は勅命だが、形式的には弁官や蔵人が発する文書形式を取る。同じように院の意思を受けて院の近臣が出す文書を院宣（いんぜん）、親王、内親王、女院などの近臣が出す文書を令旨（りょうじ）、三位以上の者の近臣が出す文書を御教書（みぎょうしょ）という。

#### 武家様文書

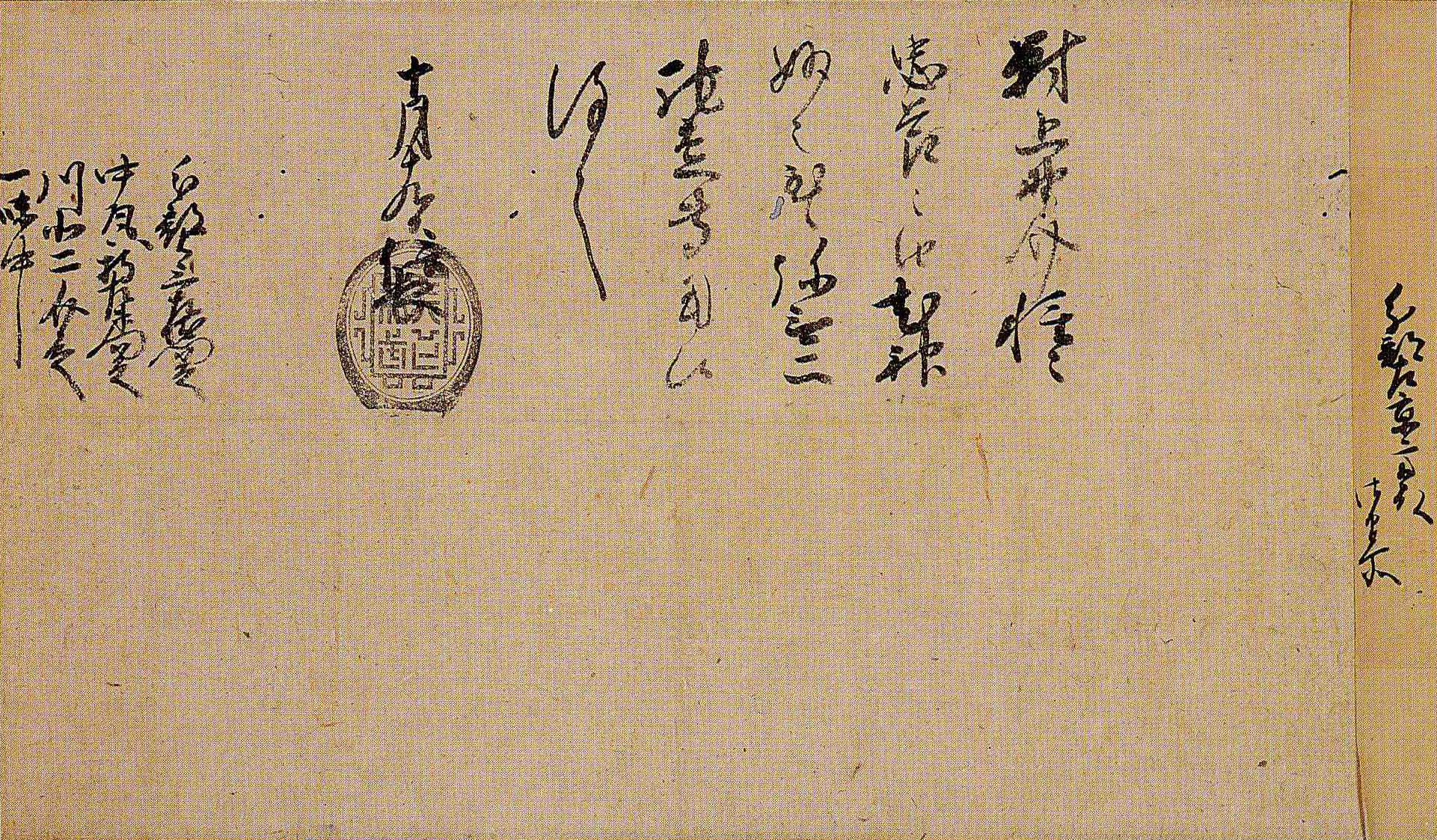
織田信長黒印状/高島町歴史民俗資料館蔵

下文（くだしぶみ）
将軍か将軍家の政所が発給する最も格式の高い文書。所領の安堵状に多い。
下知状（げちじょう）
下文と御教書の折衷様式。裁決文書に多い。
御教書（みぎょうしょ）・奉書（ほうしょ）
将軍が一般の政務などで出す伝達用の文書。政所や問注所など幕府の機関が出す同形式の文書を奉書と言った。どちらも公家様文書の御教書からきたもので、差出人は近臣や執事である。
直状（じきじょう）
発給者が直接出す文書。差出人が自署する。
印判状（いんばんじょう）
花押の代わりに判を押した文書。形式的には直状と同じだが、格式は下。

#### 上申文書

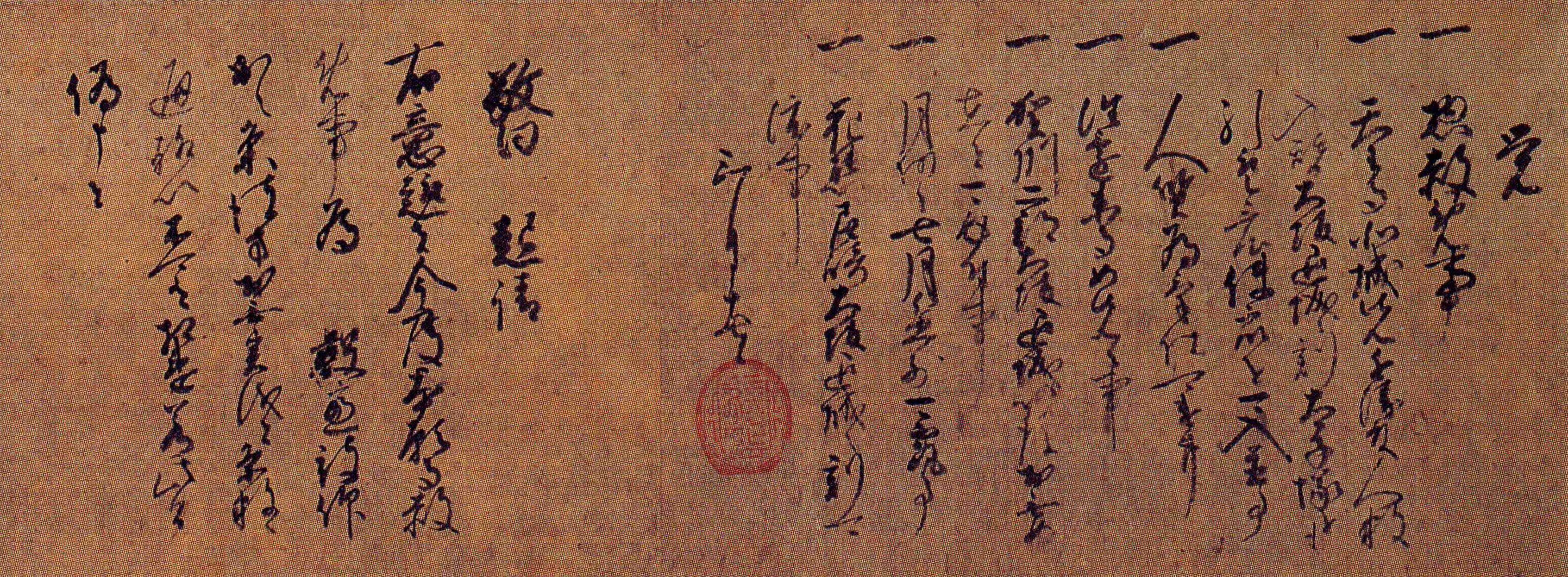
織田信長起講文/西山本願寺蔵

解状（げじょう）・訴陳状（そちんじょう）
役所間だけのやり取りだった解状を個人間で行ったもの。下位者から上位へ意思を述べる文書。
紛失状（ふんしつじょう）
主に土地関係の権利書で、紛失した場合、その由来を書いて上申する。権利が認められるとその上申書の余白に権利を認める旨の書き込みが行われて上申者に返却された。これを紛失状と言う。
請文（うけぶみ）・請取状（うけとりじょう）
将来、権利、金品等を付与することを約束した文書。転じて命を請けたことを報告する文書。武家文書では後者の意味が強い。
起請文（きしょうもん）
宣誓書。
着到状（ちゃくとうじょう）
軍勢催促に応じて参陣した際に提出する書類。受け手の指揮者は署名して内容が確かなことを証明し、提出者を「着到帳」に記載する。
軍忠状（ぐんちゅうじょう）
合戦での戦功を列記し、指揮者に提出する書類。受け手の指揮者は署名して内容が確かなことを証明する。

#### 証文類
譲状（ゆずりじょう）
財産を譲渡する際、譲渡内容を記した文書。
売権（ばいけん）
財産を売買したことを認め、買主に権利を譲渡したことを売り手が認めた文書。
借用状（しゃくようじょう）
借主が貸主に確かに金品等を借りたことを認めた文書。債務が消滅すると借主に渡される。

### 古文書における敬意表現

#### 候文
今日の「です・ます」調にあたる丁寧文。詳しくは候文を参照。

#### 闕字
天皇や貴人・寺社に関する称号や言葉が文中に用いられるとき、敬意を払うため、その語の前に1字分もしくは2字分相当の空白をあけることを闕字（けつじ）という。大宝律令公式令に定めがあり、具体的には「大社」「○○陵」「乗輿」「車駕」「詔書」「勅旨」「明詔」「聖化」「天恩」「慈恩」「慈旨」「御（至尊）」「闕庭」「中宮」「朝廷」「春宮」「殿下」などの語に対して用いるべきとあったが、平安時代以降は必ずしもその範囲は厳格ではなく、近世末まで用いられた。文政元年に闕字の制が発せられたが、明治5年8月27日の令によって廃せられた。

#### 平出
闕字よりもさらに敬意を表した書式。闕字と同様に公式令に定めがある。天皇や神仏に関わる語彙が文中に現れた場合に、たとえ行の途中であっても、あえて改行し行頭に語を置くことによって敬意を表すことを平出（へいしゅつ、びょうしゅつ）または平頭抄出という。「皇祖」「先帝」「天子」「天皇」「皇帝」「陛下」「至尊」「太上天皇」、天皇諡、三后（皇后・皇太后・太皇太后）などの語に対して用いたが、闕字と同様、時代が下るにつれてその適用範囲は曖昧となっていった。

#### 擡頭
闕字・平出よりもさらに敬意を高めた表現。神仏・天皇などの語彙が文中に現れた場合、文を途中で改行するだけでなく、その語を他の行よりも上の位置から書き出すことを擡頭（たいとう）と呼ぶ。1字分上に書くことを一字擡頭、2字分上に書くことを二字擡頭といい、上に書くほどより敬意を表した（最大で五字擡頭まで）。

### 古文書の翻刻
史料集などにおける古文書の活字化のことを翻刻と言う。古文書の翻刻は可能な限り原本の再現を忠実に行われるが、印刷上の都合で原本通りの文字の使用や字配りを再現することが難しく、正字・常用漢字の選択や略字や異体字の表記など翻刻の方針については凡例で明記される。特に年月日や差出人・宛名の位置関係は書札礼の観点から重要な要素であり、また文書の寸法や署判の形態、紙質などの情報も注記される。

## 西洋の古文書

### 学問
西洋古文書を扱う学問領域として、古書体学(palaeography)、文書形式学(diplomatic)、印章学(sigillography)がある。

### 古文書の様式
中世の西洋古文書(特に公文書)は、書き出しにあたる冒頭定式(protocol)、文書の主要な内容が書かれた主部(text)、発信に関する情報を記した終末定式(eschatocol)の三部からなっている。主部はさらに、文章の正当性を示す前文(preamble，arenga)、内容の通知に関する定式文である通告文(notification)、文書発給の経緯を記した叙述部(narratio)、文書の内容となる法行為を示した措置部(dispositio，dispositive clause)、その法行為に関連する者の同意を記載した認証定式(corroboration)からなる。